# Eberdorf, Šentvid ob Glini
Eberdorf je naselje v Občini Šentvid ob Glini v Okraju Šentvid ob Glini na Koroškem v Avstriji.